# جاچانی (ریو گراند دو نورته)
جاچانی (به پرتغالی: Jaçanã) یک منطقهٔ مسکونی در برزیل است که در ریو گرانده شمالی واقع شده‌است. جاچانی ۹٬۲۳۸ نفر جمعیت دارد.